# Waterfall (album)
A Waterfall című stúdióalbum a holland Atlantic Ocean nevű csapat első, és máig egyetlen stúdióalbuma, mely 1994 augusztusában jelent meg. Az albumról 4 kislemez látott napvilágot, melyről a legnagyobb sláger a Waterfall című, mely több slágerlistára is felkerült. Az album a holland albumlista 32. helyéig jutott.

## Megjelenések
CD  Európa PWL International – HFCD 41
1. Waterfall 5:02
2. Body In Motion 4:42 Vocals – Farida
3. Music is a Passion 6:31 Vocals – Farida
4. Bermuda Triangle	6:41
5. Body In Motion (Full On Vocal Mix) 6:20 Remix – Loveland, Vocals – Farida
6. We're Going All The Way 4:28 Featuring – Rowetta
7. Feel The Music 5:23 Featuring – Rowetta
8. Move Baby	6:00
9. Beach Party	5:43
10. On A Journey	4:43
11. Mimosa's Groove	5:20
12. Nightshade	8:03
13. Waterfall (UK Deep Tranquil Mix) 6:40

## Közreműködő előadók
- Rendező – Lex van Coeverden, Rene Van Der Weyde
- Producer – Lex van Coeverden, Rene Van Der Weyde
- Írta – F Waal* (dalok: 2, 3, 5), Lex van Coeverden, Rene Van Der Weyde, R Satchell* (dalok: 6, 7)

## Slágerlista
| Slágerlista (1994)   | Legjobb helyezés |
| -------------------- | ---------------- |
| Hollandia MegaCharts | 32               |